# Разоблачения массовой слежки в 2013 году
В середине 2013 года в новостных СМИ стали появляться сообщения о том, что США (в сотрудничестве с Австралией и Новой Зеландией) осуществляют перехват информации на внутренних и международных каналах связи в гораздо больших масштабах, чем предполагалось ранее. Позднее обнаружилось, что тем же самым занимаются специальные службы Франции и Великобритании.
Основываясь на секретных документах, переданных в СМИ Эдвардом Сноуденом, журналисты сообщили, что разведывательная деятельность спецслужб США и Великобритании была направлена не только против иностранных государств, но и против граждан США, а также против союзников по НАТО и стран Европейского союза.
Сначала Сноуден установил контакт с журналистом Гленном Гринвальдом и режиссёром-документалистом Лаурой Пойтрас, которая также вовлекла в это дело репортёра газеты «Washington Post» Бартона Геллмана (англ. Barton Gellman). Они встретились со Сноуденом в Гонконге и почти ежедневно, начиная с 6 июня 2013 г., публиковали разоблачения деятельности спецслужб, в основном в газете «The Guardian».

## Описание разведывательных программ АНБ
6 июня 2013 года британская газета «The Guardian» начала публиковать откровения тогда ещё неизвестного американского разведчика. Впрочем, его имя стало известно уже через несколько дней: источником информации оказался бывший системный аналитик ЦРУ и АНБ Эдвард Сноуден. Эти публикации продолжались более месяца, и из них стало ясно, что АНБ осуществляет множество секретных разведывательных программ, направленных на подслушивание телефонных разговоров и перехват электронных сообщений миллиардов людей из десятков стран. В качестве объектов шпионажа были особо отмечены Китай, Иран, Пакистан, страны Европы и Латинской Америки, а также Австралия и Новая Зеландия. Обнаружилось, что осуществляется массовый негласный съём огромного количества информации прямо с центральных серверов и магистральных линий связи, расположенных в разных странах по всему миру.
Многие из этих разведывательных программ дублировали друг друга и были связаны между собой в секретную информационно-коммуникационную систему. В них участвовало не только АНБ, но также Министерство юстиции США и ФБР, которым это было разрешено законами США вроде Закона о внешней разведке США (2008) (англ. FISA Amendments Act), а также судебными решениями, вынесенными секретным Судом по делам внешней разведки США (англ. United States Foreign Intelligence Surveillance Court). Кроме того, в рамках многих разведпрограмм АНБ осуществлялось прямое сотрудничество не только между спецслужбами США, но и со спецслужбами других стран: например, британским «Центром правительственной связи», австралийским «Управлением радиотехнической обороны». И не только с государственными службами, но и с крупнейшими частными телекоммуникационными корпорациями и Интернет-провайдерами: «Verizon», «Telstra», Google и Facebook.
Такие действия властей вызвали подозрения в грубом нарушении Четвёртой поправки к Конституции США, что вызвало целый ряд известных судебных процессов, среди них: «Hepting против AT&T», «Jewel против АНБ», «Clapper против Amnesty International», «Al-Haramain Islamic Foundation против Барака Обамы» и «Center for Constitutional Rights против Барака Обамы». Правительство США также предоставило интернет-провайдерам, осуществлявшим местную электронную разведку, имеющий обратную силу иммунитет от преследования по закону
Стало известно о существовании следующих секретных разведывательных программ:
- PRISM — сотрудничество между АНБ и интернет-провайдерами, в рамках которого провайдеры предоставляли АНБ доступ к своим серверам (прямой или непрямой — вопрос спорный),
- CO-TRAVELER — инструмент для отслеживания передвижения владельцев сотовых телефонов и выявления их скрытых контактов,
- Boundless Informant — компьютерная программа для визуализации собранных разведданных[8],
- X-Keyscore — программа для проведения различных видов поиска среди собранных разведданных[9],
- Dropmire — наблюдения за иностранными посольствами и дипломатическим персоналом,
- Fairview[англ.] — программа слежения за пользователями мобильных телефонов на территории иностранных государств (особенно за SMS-сообщениями),
- «Upstream» (примером которой является «Комната 641A») и Tempora — перехват информации, передаваемой по волоконно-оптическим линиям связи и магистральным каналам Интернета[10],
- Main Core — хранение перехваченной финансовой информации,
- Stellar Wind — глубинный анализ собранных разведданных,
- ECHELON — радиоперехват спутниковых каналов коммерческой международной связи всеми странами-участницами Соглашения о радиотехнической разведывательной деятельности (UKUS SIGINT),
- Insider Threat Program[англ.] — положение, обязывающее федеральных служащих докладывать о наличии «высокорисковых людей или поведения» среди своих сослуживцев и устанавливающее наказание для тех из них, кто откажется доносить на своего коллегу[11],
- LOPERS — программное обеспечение для ведения электронной разведки в телефонных сетях общего пользования[12],
- JUGGERNAUT — система для перехвата информации (включая разговоры, факсы, данные и текстовые сообщения), передаваемой по сетям мобильной связи[12].

Ещё несколько секретных программ упоминаются в материалах Сноудена, но о них не известно ничего или почти ничего, кроме названий. К ним относятся: «ThinThread», «Nucleon» (видимо, перехват разговоров и голосовых сообщений), «Marina» (записи из Интернета и основной инструмент АНБ для хранения и анализа «метаданных»), «Stormbrew», «Blarney», «Oakstar», «Pintaura» (автоматизация трафика потоков данных), «TrafficThief», «Scissors», «Protocol Exploitation» (сортировка данных для анализа), «Fallout» и «Conveyance» (обеспечение фильтрации данных)(все они появляются на слайдах в следующем источнике) →, «ShellTrumpet» (метаданные с международных каналов связи), «MoonlightPath» и «Spinneret», «EvilOlive» (сбор Интернет-трафика и данных), «SilverZephyr» and «Steel Knight».
Позже стало известно и о том, что АНБ имеет возможности для получения скрытого доступа к конфиденциальным данным пользователей многих мобильных устройств, работающих под управлением ОС Android, iOS и BlackBerry, включая местонахождение устройства, электронные записные книжки, SMS-сообщения, файлы и другие данные. В частности, в документах заявлялось, что если у агентства был доступ к компьютеру, с которым синхронизируется телефон, удавалось получить данные с iPhone. Документы свидетельствуют, что массового взлома смартфонов не производилось.

## Юридические основания
Известны следующие нормативные правовые акты, на основании которых осуществлялись разведывательные программы:
- Постановления судов, служебные записки и инструкции:
  - Постановление Суда по делам внешней разведки США (англ. United States Foreign Intelligence Surveillance Court), принятое в апреле 2013 года, обязывающее компанию «Verizon» передавать в АНБ всю информацию о телефонных звонках своих абонентов (метаданные, логи).
  - Юридическое оправдание массового сбора телефонных метаданных (официально выпущенное) (англ. Legal Justification of the bulk telephony metadata collection (officially released)).
  - Процедуры установления негласного наблюдения за иностранными гражданами 2009 г. (англ. 2009 Procedures for Targeting Foreigners for Surveillance).
  - Процедуры минимизации сбора данных о гражданах США 2009 г. (англ. 2009 Procedures for Minimizing collection on US Persons).
    - Ссылка на изменения 2011 года в одобренных судом процедурах минимизации (англ. Reference to a 2011 Change in the court-approved Minimization Procedures), которые позволяли аналитикам АНБ проводить поиск в собранных разведданных по идентификаторам «граждан США», если они это делают под «эффективным» контролем руководства АНБ (неизвестно, был ли установлен такой контроль и проводились ли такие поиски в действительности)[22].

  - Директива президента США, вышедшая в октябре 2012 г. (англ. October 2012 Presidential Policy Directive 20 (PPD20)), в которой даётся юридическое определение понятию «кибервойна» (англ. cyberwarfare).
  - Меморандум Майкла Мьюкейси 2007 года, дающий более широкие полномочия (англ. 2007 Michael Mukasey memo proposing broader powers).
  - Список приоритетных целей и тем для разведывательной деятельности США на апрель 2013 г. (англ. April 2013 list of US Spying targets and topics by priority). Наиболее приоритетные государства в нём: Иран, Россия, Китай, Пакистан, Северная Корея и Афганистан. Германия, Франция, Европейский Союз в целом и Япония имеют средний приоритет. Италия и Испания — более низкий[23][24]

## Компании, сотрудничающие со спецслужбами
- Сотрудничающие с АНБ США по программе PRISM: «AOL», «Apple», «Facebook», «Google», «Microsoft», «Paltalk», «Skype» и «Yahoo!».
- «Microsoft» также оставила для АНБ бэкдор, позволяющий обойти криптозащиту на Outlook.com, и внедрила бэкдор в модуль генератора псевдослучайных чисел (ГПСЧ) ОС семейства Windows, начиная с Vista SP1, который является критически важным элементом безопасности, в частности систем шифрования, защиты и передачи информации[25][26][27]. В модуль встроен алгоритм Dual EC DRBG, разработанный в АНБ США и принятый под их давлением в качестве стандарта NIST SP 800-90[28][29]. ГПСЧ в Windows 2000 и XP не содержат бэкдоров, но также уязвимы. Microsoft пообещала устранить недостаток в XP SP3[30][31].
- Сотрудничающие с Центром правительственной связи Великобритании:
  - «Verizon Business» (кодовое название «Dacron»).
  - «British Telecommunications» (кодовое название «Remedy»).
  - «Vodafone Cable» (кодовое название «Gerontic»).
  - «Global Crossing»[англ.] (кодовое название «Pinnage»).
  - «Level 3 Communications» (кодовое название «Little»).
  - «Viatel»[англ.] (кодовое название «Vitreous»).
  - «Interoute»[англ.] (кодовое название «Streetcar»).
- Кодовые названия компаний, сотрудничающих в рамках программы «Upstream»: BLARNEY, STORMBREW, FAIRVIEW и OAKSTAR. Но тут в разных источниках приводится противоречивая информация: одни утверждают, что это — наименования разведпрограмм[32][33], а в официальном заявлении АНБ под заглавием «The National Security Agency: Missions, Authorities, Oversight and Partnerships» говорится, что это — кодовые названия сотрудничающих компаний[34][35]. Напоминим, что в разведпрограмме «Upstream» осуществляется сбор данных с волоконно-оптических кабелей и магистральных каналов Интернета[10].
- Прочие кодовые наименования компаний: LITHIUM[34].

## Базы данных АНБ
- «Pinwale» — сообщения электронной почты (email) и другие текстовые сообщения[13].
- «NUCLEON» — голосовые записи (телефонные разговоры и др.).
- «MAINWAY» — телефонные метаданные (например, списки звонков)[36]
- «MARINA» — метаданные Интернета (логи доступа в Интернет отдельных пользователей, логи серверов и другая информация, позволяющая отслеживать работу конкретных людей в Сети)[13][36].
- Turbulence — объединение в одной базе разведданных о конкретных объектах (целях), собранных в различных источниках и разными способами.

## Некатегоризованные и недостаточно описанные кодовые имена
- «Отделение операций со специальными источниками» (англ. Special Source Operations) — (логотип этой программы (или подразделения АНБ?) присутствует на большинстве слайдов присланной Сноуденом секретной презентации; видимо, относится ко всем программам сотрудничества спецслужб с частными фирмами)[3]
- CERF CALL MOSES1[12]
- CONVEYANCE — обеспечивает фильтрацию[10]
- EVILOLIVE — сбор данных и трафика Интернета[17]
- FACELIFT[37]
- FALLOUT — обеспечивает фильтрацию[10]
- MATRIX[12]
- MOONLIGHTPATH[14][15][17]
- PRINTAURA — автоматизация потоков трафика
- Protocol Exploitation — сортировка типов данных для анализа[10]
- RAMPART[37]
- SCISSORS — сортировка типов данных для анализа[10]
- SHELLTRUMPET — сбор метаданных с международных коммуникаций[17]
- SILVERZEPHYR[18]
- SPINNERET[14][15][17]
- STEELKNIGHT[18]